# Moderne französische Malerei

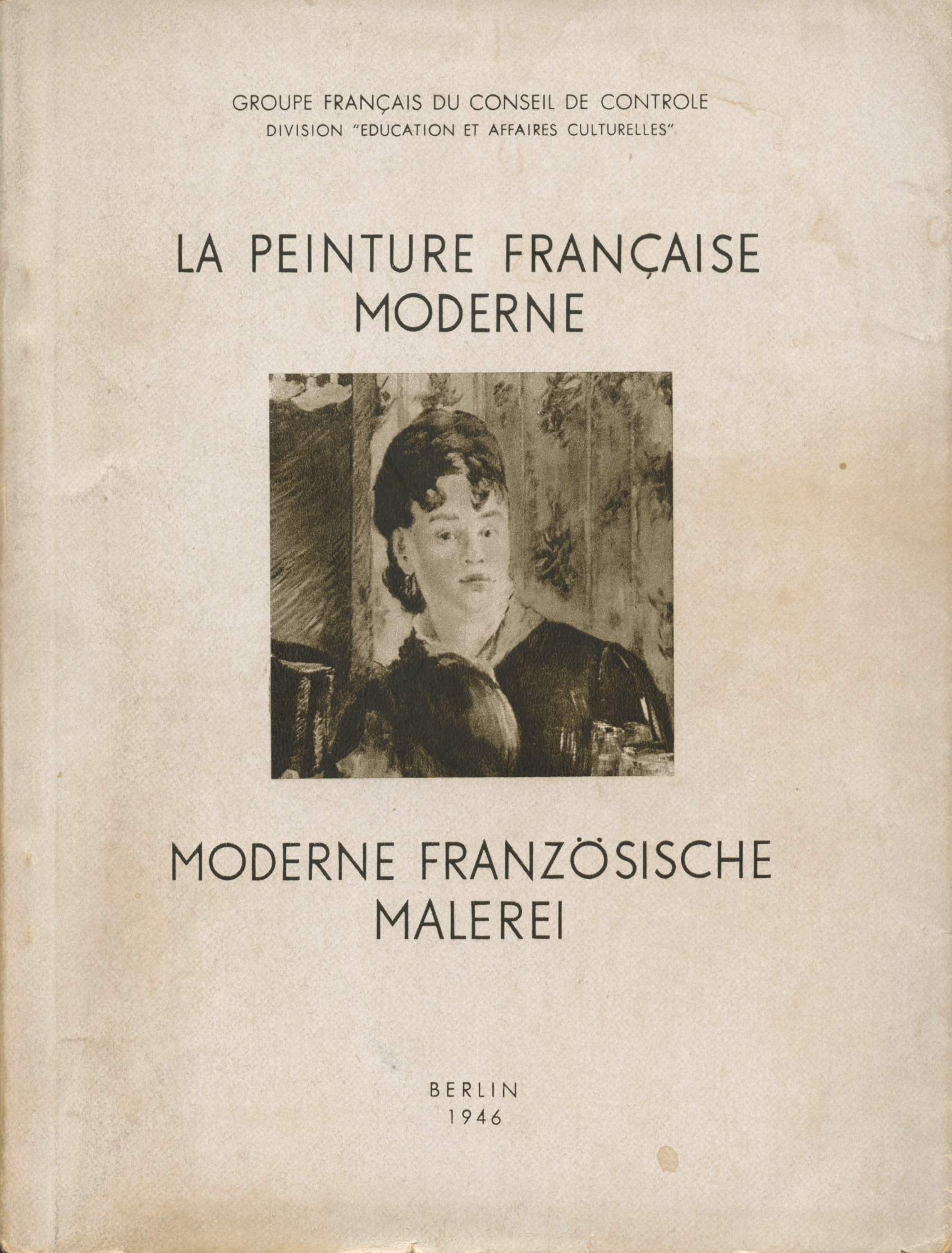
Titelseite des Ausstellungskataloges in Berlin 1946

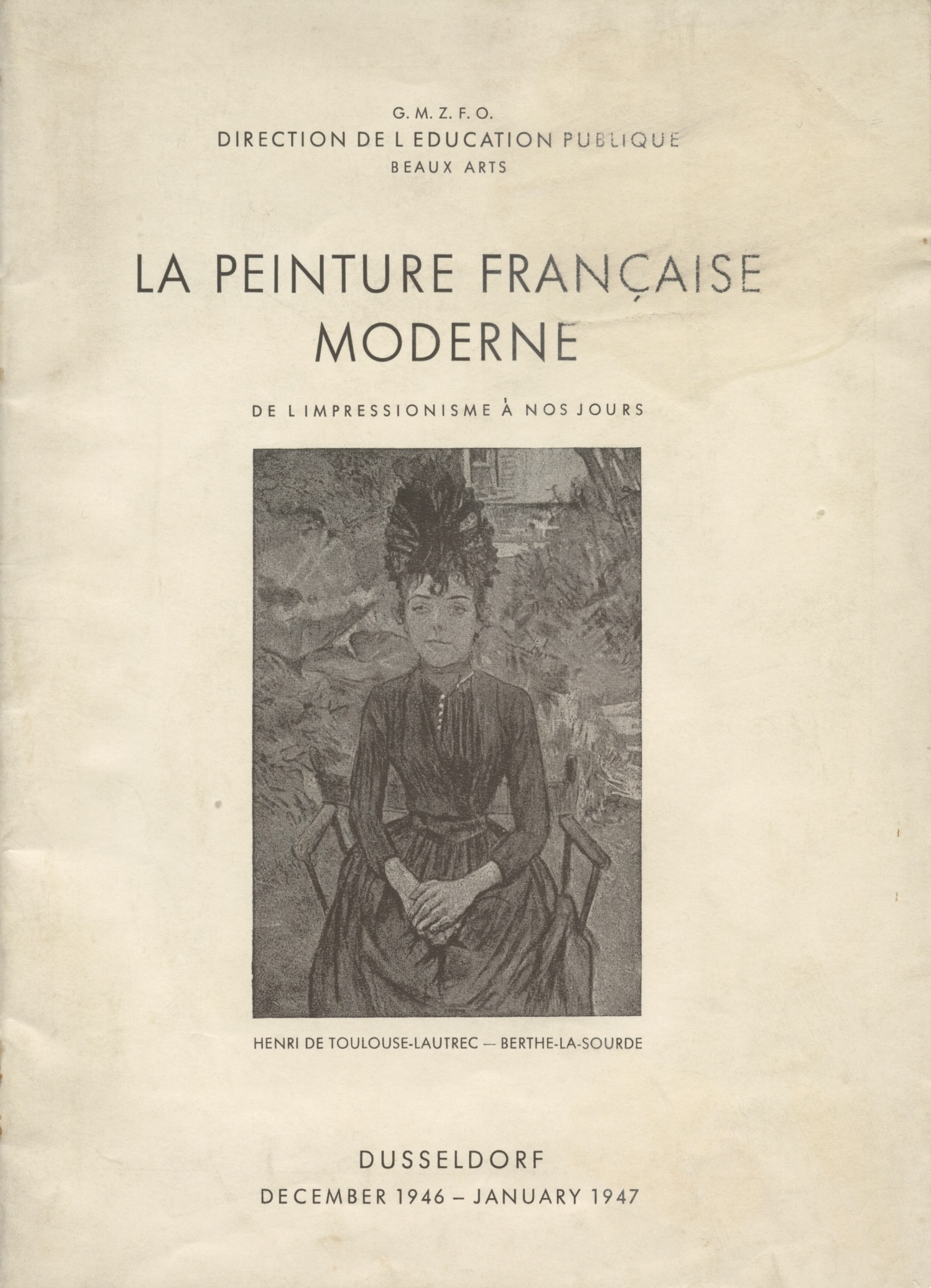
Titelseite des Ausstellungskataloges in Düsseldorf 1946

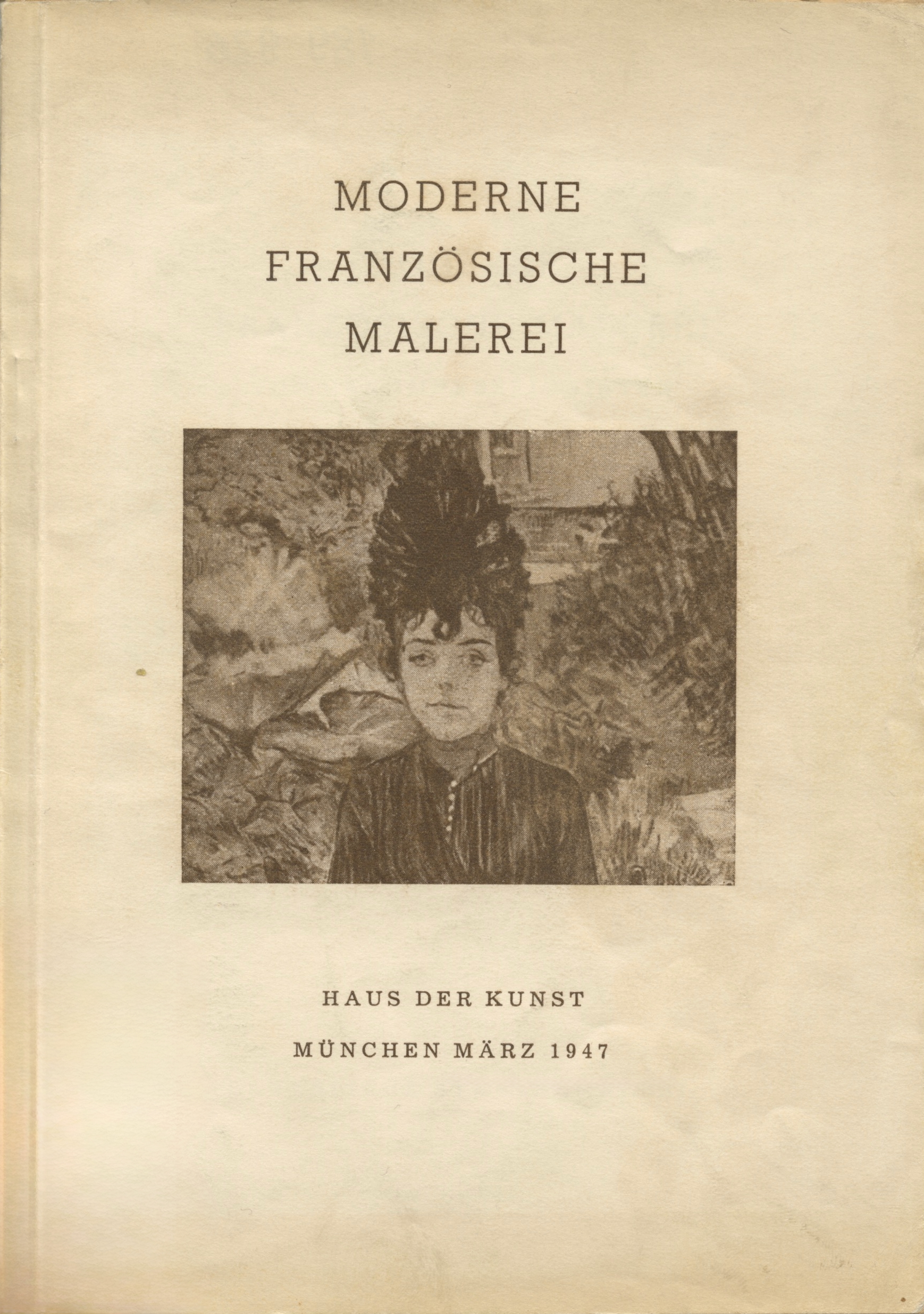
Titelseite des Ausstellungskataloges in München 1947

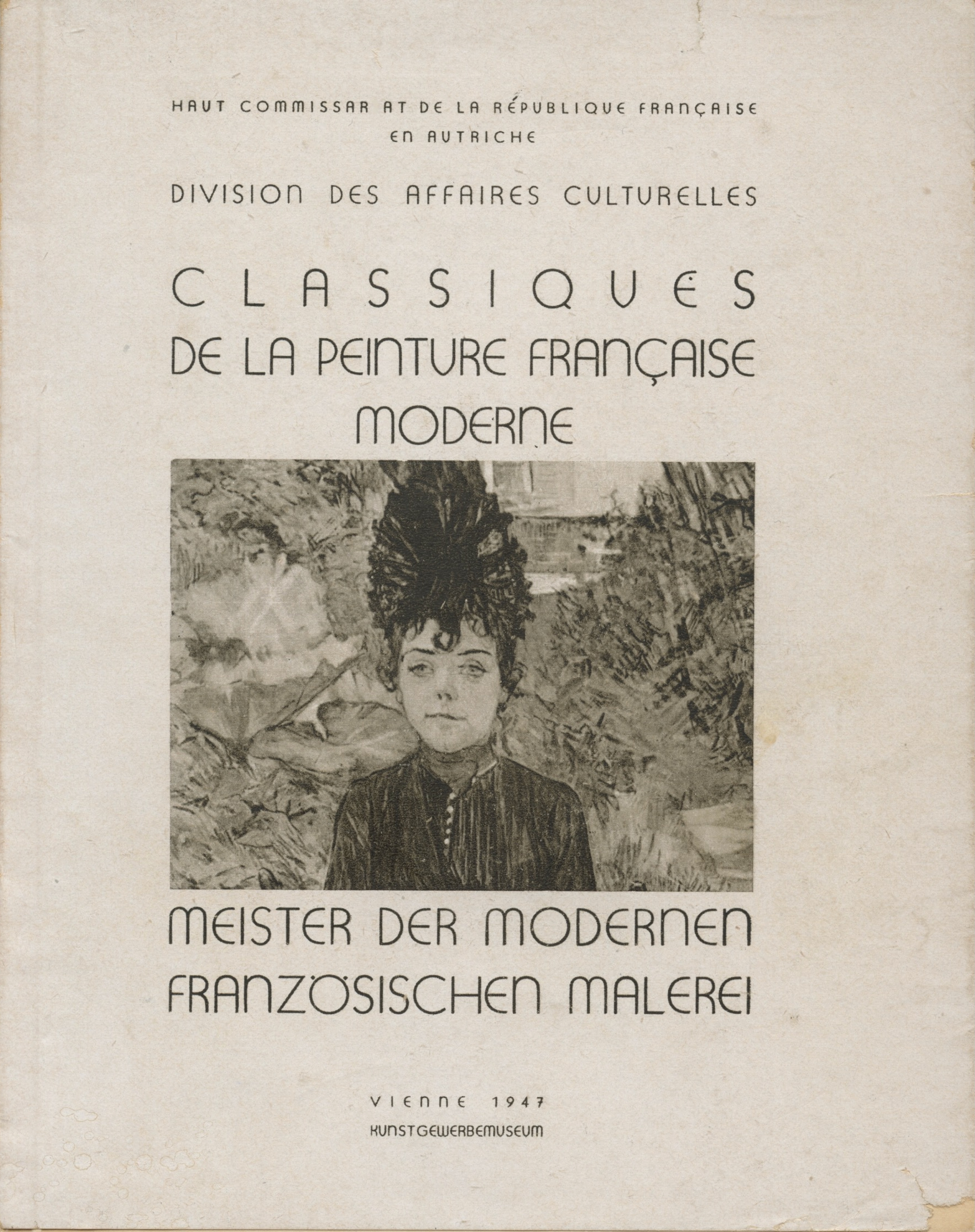
Titelseite des Ausstellungskataloges in Wien 1947

Moderne französische Malerei (französisch La peinture française moderne) war eine Wanderausstellung, die 1946–1947 von der Militärregierung der Französischen Besatzungszone in Deutschland organisiert wurde. Die Ausstellung hatte ihre Premiere in Baden-Baden und war anschließend in Berlin, Mainz und Düsseldorf zu sehen. In leicht geänderter Zusammenstellung kamen weitere Stationen in Wien und München hinzu, sodass Menschen in allen vier Besatzungszonen die Werke sehen konnten. Die Ausstellung zeigte einen Überblick der Malerei in Frankreich vom Impressionismus bis zur zeitgenössischen Kunst. Dazu gehörten auch Werke von Künstlern, deren Arbeiten zuvor in Deutschland als „Entartete Kunst“ diffamiert waren. Neben der vordergründigen Präsentation der Kunstwerke ging es den Organisatoren auch um „eine geistige und moralische Umerziehung der Deutschen“. Zugleich wollte sich Frankreich mit dieser großen Kunstausstellung gegenüber den anderen Besatzungsmächten in Deutschland als führende Kulturnation darstellen, wozu insbesondere die Stationen in Berlin und Wien mit ihrem Vier-Mächte-Status geeignet waren.

## Die ersten Kunstausstellungen in der französischen Besatzungszone
Die Rolle Frankreichs im Zweiten Weltkrieg wandelte sich von einem besiegten Land nach der Niederlage im Juni 1940 zu einer der vier Siegermächte zum Ende des Krieges 1945. Allerdings spielte es zunächst im Kreis der Alliierten nur eine nachgeordnete Rolle und wurde beispielsweise nicht zur Potsdamer Konferenz 1945 eingeladen. Seit Juni 1945 verfügte Frankreich jedoch über eigene Besatzungszonen in Deutschland und ebenso in Österreich.
Die vier Besatzungsmächte versuchten in ihren Zonen neben der Entnazifizierung auch eine geistige und moralische Umerziehung der Bevölkerung zu bewirken. Frankreich, das sich in besonderem Maß als Kulturnation verstand, sah in der Kulturvermittlung ein wichtiges Instrument, um in seiner Besatzungszone einen entsprechenden Einfluss auszuüben. Nach zwölf Jahren nationalsozialistischer Kulturpolitik mangelte es bis dahin vor allem der Jugend an Möglichkeiten, sich mit moderner Kunst auseinanderzusetzen. Zuständig für das Ausstellungswesen in der französischen Zone war Raymond Schmittlein, Leiter der Erziehungsabteilung (Dierection de l’Education publique) der Militärregierung. Die Unterabteilung für Kunst (Service des Beaux-Arts) leitete seit April 1946 der Historiker Michel François. Die französische Militärregierung organisierte im Zeitraum zwischen 1946 und der Gründung der Bundesrepublik Deutschland 1949 insgesamt etwa fünfzig Ausstellungen.
Eine erste Ausstellung zeitgenössischer Kunst in der französischen Zone fand bereits im Oktober 1945 in Überlingen statt. Walter Kaesbach, vormalig Direktor der Kunstakademie Düsseldorf, hatte dort die Ausstellung Deutsche Kunst unserer Zeit mit Werken des Expressionismus organisiert, bei der er auf Werke von Künstlern zurückgriff, die in der Umgebung des Bodensees lebten. Diese Schau entstand zwar aus Privatinitiative, wurde jedoch von der Militärregierung der Französischen Besatzungszone (Gouvernement militaire de la zone française d’occupation) unterstützt. Die erste von der französischen Verwaltung organisierte Ausstellung fand im Mai 1946 in Baden-Baden statt, dem Sitz der Militärregierung. Unter dem Titel Frankreich – Baden im Spiegel der Geschichte 1660–1860 (France – Pays de Bade. Deux siècle d’histoire 1660–1860) thematisierte die Schau die wechselseitigen kulturellen Einflüsse zwischen Frankreich und der Markgrafschaft Baden und dem Großherzogtum Baden. Gezeigt wurden Gemälde, Möbel, Skulpturen und schriftliche Zeugnisse aus französischem und deutschem Besitz. Es folgte im Juni 1946 eine Ausstellung Meisterwerke mittelalterlicher Kunst in Baden in Freiburg im Breisgau. In der Nachfolge der Vorjahresausstellung in Überlingen kam es ebenfalls im Juni 1946 zur Ausstellung Neue deutsche Kunst in Konstanz. Parallel hierzu veranstaltete das französische Kulturministerium (Éduaction Nationale) im Rahmen der Konstanzer Kunstwoche die Ausstellung Neue französische Malerei mit Werken von Pierre Bonnard, Raoul Dufy, Maurice Denis, Marie Laurencin und weiteren Künstlern. Ziel des Ministeriums war es, dem deutschen Publikum „Schritt für Schritt mit der in ihrer historischen Genese verpassten modernen französischen Kunst vertraut zu machen, indem sie die künstlerische Entwicklung vom ausgehenden Impressionismus bis hin zur konkreten Kunst“ aufzeigen wollte.

## Die AusstellungModerne französische Malereiin Baden-Baden
Ursprünglich sollte im Spätsommer 1946 in Baden-Baden eine Ausstellung gezeigt werden, die zuvor vom 11. Juli bis 31. August des Jahres unter dem Titel 250 Artistes du Salon d’Automne im Wiener Kunstgewerbemuseum zu sehen war. Philippe Erlanger, Leiter der Abteilung für internationalen Kulturaustausch (Association française d’action artistique) im Pariser Erziehungsministerium, lehnte jedoch eine Ausstellung in Deutschland ab und entschied, die Kunstwerke stattdessen auf eine Tour durch Südosteuropa zu schicken. Raymond Schmittlein überzeugte daraufhin zunächst den Leiter der Militärverwaltung Émile Laffon von der politischen Bedeutung einer solchen Ausstellung in Deutschland und regte an, gegen „die Verzögerungs- und Blockadetaktik des Erziehungsministeriums, vor allem Erlangers zu protestieren“. Erst nachdem Militärgouverneur Pierre Kœnig beim Erziehungsministerium Einspruch erhoben hatte, erfolgte die entsprechende politische Unterstützung.
Der bei der Militärverwaltung für Museumsausstellungen zuständige Abteilungsleiter Bernard Poissonnier reiste kurzfristig nach Paris, um eine neue Liste mit Exponaten für eine Ausstellung zusammenzustellen. Aufbauend auf der Programmatik der französischen Ausstellung moderner Kunst in Konstanz wurde eine repräsentative Ausstellung für Baden-Baden vorbereitet. Der beschreibende Titel Moderne französische Malerei wurde hierbei weit ausgelegt und umfasste auch Werke ausländischer Künstler, die in Frankreich lebten, so der Niederländer Vincent van Gogh, der Spanier Pablo Picasso oder der Italiener Amedeo Modigliani. Unterstützt wurde Poissonnier in Paris von Jean Cassou, dem Direktor des Musée National d’Art Moderne. Zudem waren mehrere Pariser Galeristen sofort bereit, Kunstwerke zur Verfügung zu stellen. Schwieriger war es, von privaten Sammlern Leihgaben zu bekommen, da diese die Situation in Deutschland in der Nachkriegszeit häufig als zu unsicher ansahen oder „Ressentiments gegenüber dem Nachbarn“ hegten.
Zu den privaten Sammlern pflegte insbesondere der französische Kunstschutzoffizier Maurice Jardot (1911–2002), Leiter des Bureau des Beaux-Arts der Region Baden, gute Beziehungen. Jardot arbeitete auf deutscher Seite mit Kurt Martin, dem Direktor der Kunsthalle Karlsruhe, zusammen. Dieser hatte im Zweiten Weltkrieg zudem das Musée municpal im besetzten Straßburg geleitet, wurde aber bereits 1945 von französischer Seite als unbelastet rehabilitiert. Martin verfügte darüber hinaus über enge Kontakte zur amerikanischen Militärverwaltung, insbesondere zur Kunsthistorikerin Edith Standen, die seit März 1946 den Wiesbaden Central Collecting Point leitete. Auf diesem Weg konnten auch Kunstwerke aus der amerikanischen Besatzungszone, insbesondere aus deutschem Museumsbesitz, in der Ausstellung gezeigt werden.
Die Ausstellung Moderne französische Malerei stand unter der Schirmherrschaft des Militärgouverneurs Pierre Kœnig; an der Ausstellungseröffnung am 17. September 1947 im Kurhaus Baden-Baden nahm der Generalverwalter Émile Laffon teil. Die Festrede hielt Kurt Martin. Dass ein Deutscher diese Rolle übernahm, war in der Nachkriegszeit außergewöhnlich.
Zur Ausstellung erschien ein Katalog in französischer und deutscher Sprache mit einem Vorwort von Michel François und einer Einleitung von Jean Cassou vom Musée National d’Art Moderne. Das Titelbild schmückte eine Schwarzweißreproduktion des Gemäldes Die Bierkellnerin von Édouard Manet, eine Auswahl weiterer Abbildungen gab es am Katalogende. Nach drei Wochen endete die Ausstellung in Baden-Baden am 8. Oktober 1946 und verzeichnete insgesamt 9000 Besucher. Sie wirkte, wie der Maler Heinz Tröskes lobte, „wie ein großer, freier Atemzug durch alle Zonen“. In seinem Abschlussbericht erörterte Michel François die Bedeutung der Ausstellung, da Frankreich eine „Mission“ zu erfüllen habe und sich „in seiner Gesamtheit“ präsentieren müsse, also nicht nur als militärische Macht, sondern auch als Kulturnation.

## Leihgeber der Ausstellung in Baden-Baden
Die im Katalog zur Ausstellung verzeichneten Leihgeber stammten überwiegend aus Frankreich. Hierzu gehörten die institutionellen Leihgeber Musée du Louvre, Musée National d’Art Moderne in Paris und das Musée municpal de Strasbourg sowie die Kunstabteilung der Amerikanischen Militärverwaltung. Letztere steuerte zur Ausstellung Kunstwerke aus den Sammlungen der Kunsthalle Mannheim und der Berliner Nationalgalerie bei, die jedoch nicht namentlich genannt wurden. Zu den Kunstwerken aus dem Musée National d’Art Moderne gehörten bedeutende Hauptwerke aus der Sammlung des Japaners Matsukata Kōjirō, die von Frankreich nach dem Krieg als Feindvermögen beschlagnahmt wurden und teilweise dauerhaft in französischen Staatsbesitz gelangten. Auch das Titelbild des Kataloges, die Bierkellnerin von Édouard Manet, stammte aus der Sammlung Matsukata.
Hinzu kamen zahlreiche Werke aus Privatbesitz. Namentlich genannt wurden Madame Guillaume Apollinaire, Madame Cutoli, Madame la Vicomtesse de Noilles, Madame Rouart, Louise de Vilmorin, Monsieur Adnet, Jean Baignère, Jacques Bonjean, Monsieur Caputo, Raoul Guillemard, Monsieur Coutot, Daniel-Henry Kahnweiler, Bernard Poissonnier, Monsieur Pincas, Monsieur Renant, Monsieur Spector und Wilhelm Uhde. Hinzu kamen Bilder aus den Galerien Allard, Berri-Raspail, Bignou, Louis Carré, Charpentier, Denis, Durand Ruel, der Galerie de France und der Galerie Rive Gouche.

## Weitere Stationen in Berlin, Mainz und Düsseldorf
Nach der erfolgreichen Ausstellung in Baden-Baden schickten die französischen Behörden alle gezeigten Werke nach Berlin, das seinerzeit von den vier Siegermächten gemeinsam verwaltet wurde. Als Ausstellungsort wurde das Berliner Schloss in der Stadtmitte gewählt, das im sowjetischen Sektor lag. Das Schloss war zwar nach der Bombardierung vom 3. Februar 1945 schwer beschädigt, der historische Weiße Saal im Nordwestflügel stand jedoch nach den von Baustadtrat Hans Scharoun wenige Monate zuvor veranlassten Instandsetzungsarbeiten für verschiedene Ausstellungen zur Verfügung. Die Schau mit Werken der modernen französischen Malerei dauerte vom 22. Oktober bis 6. November 1946. In diesen 15 Tagen kamen 30.000 Besucher ins Berliner Schloss. Zur Ausstellung in Berlin erschien ein eigener Katalog, auf dessen Titelbild erneut die Bierkellnerin von Manet abgebildet war. Die Einleitung von Jean Cassou wurde ebenfalls aus dem Baden-Badener Katalog übernommen. Diese Einleitung erschien in französischer, russischer, englischer und deutscher Sprache. Das Verzeichnis der Werke war in französischer und deutscher Sprache gehalten. Die ausgewählten Abbildungen entsprachen ebenfalls dem Baden-Badener Katalog. Die deutschen Museen wurde erneut nicht als Leihgeber aufgeführt, obschon zwei Gemälde aus der Berliner Nationalgalerie in der Schau zu sehen waren, was jedoch von der Presse bemerkt wurde. Die Eröffnungsrede hielt der französische Generalinspekteur Eugène Hepp in Anwesenheit der Vertreter der anderen alliierten Mächte und des Berliner Oberbürgermeisters Arthur Werner. Anlässlich der Eröffnung bedankte sich der Maler Karl Hofer, Direktor der Berliner Hochschule für die bildenden Künste, für „die französische Geste der Versöhnung“.
Friedrich Schwerdfeger hob in der Berliner Zeitung hervor, dass die Ausstellung „Tag für Tag von morgens bis abends ganze Scharen von Besuchern an sich lockt.“ Zum Besucherandrang notierte Enno Kind im Neuen Deutschland, die Ausstellung sei „fast zu einem Wallfahrtsort für die Berliner geworden“. „Man könnte vermuten“, so Kind, „im Schloß wäre markenfreie Butterverteilung“. Im Berliner Tagesspiegel äußerte sich Hans Kreuzer euphorisch und lobte die Schau als „Friedensschluss der Kulturwelt“ und „Erlebnis von europäischer Tragweite“. In der Neuen Zeit hieß es, die Ausstellung habe das „Tor wieder weit geöffnet zu der Welt, von der in den vergangenen Jahren nur filtrierte Stücke uns zu sehen erlaubt war“. In Berlin trafen die vier Besatzungsmächte und ihre unterschiedliche Kulturarbeit direkt aufeinander. Besonders Frankreich versuchte hier die anderen Siegermächte zu überflügeln. Das wurde auch von den anderen Mächten wahrgenommen. So zitiert ein Referent des Kulturattachés Félix Lusset einen englischen Major, der erklärte, „keiner der anderen Alliierten“ hätte etwas Vergleichbares „auf die Beine stellen können“ und die Franzosen hätten „damit die Engländer, die Amerikaner und die Russen um Längen auf dem Kultursektor geschlagen“.
Von Berlin aus ging die Ausstellung zurück in die französische Zone, wo sie vom 19. November bis zum 5. Dezember 1946 in Mainz gastierte. Ausstellungsort war die damalige Kunsthalle am Dom. Im eigens hierzu herausgegebenen Katalog gab es erneut das aus Baden-Baden bekannte Vorwort von Michel François und die Einleitung von Jean Cassou. Die Texte und das Werkverzeichnis erschienen in deutscher und französischer Sprache, die ausgewählten Abbildungen am Ende und auch das Titelbild mit Manets Bierkellnerin entsprachen den vorangegangenen Ausstellungen.
Der Erfolg der Ausstellung veranlasste die Organisatoren der Französischen Militärregierung zur Durchführung einer weiteren Station, diesmal in der britischen Zone, deren Militärregierung das Vorhaben unterstützte. Die Werke wurden in unveränderter Zusammenstellung vom 15. Dezember 1946 bis zum 8. Januar 1947 im Hetjens-Museum in Düsseldorf gezeigt, das sich seinerzeit noch in einem Anbau des Kunstpalastes (Ehrenhof 3) befand. Zur Ausstellung erschien ein im Umfang gegenüber den vorangegangenen Orten reduzierter Katalog. So fehlten diesmal die Abbildungen am Katalogende, die Liste der Leihgeber und das Vorwort von Michel François. Die Einleitung von Jean Cassou wurde erneut gedruckt, diesmal in französischer, englischer und deutscher Sprache. Das Werkverzeichnis war erneut mit französischen und deutschen Titel angegeben. Das Titelbild schmückte diesmal eine Schwarzweißreproduktion des Gemäldes Berthe-la-sourde von Henri de Toulouse-Lautrec.

## Erweiterte Ausstellungen in Wien und München
Die zuvor in Deutschland gezeigte Ausstellung gastierte unter dem Titel Classiques de la peinture française moderne / Meister der modernen französischen Malerei vom 10. Februar bis zum 3. März 1947 in Wien. Die Stadt war nach dem Zweiten Weltkrieg ebenso wie Berlin in Besatzungszonen aufgeteilt. In der französischen Zone der Stadt unterstand die Kulturarbeit dem Haut Commissariat de la Republique Français en Autriche, Division des Affaires Culturelles. Die Schirmherrschaft übernahm General Marie Émile Antoine Béthouart, der amtierende französische Hochkommissar. Als Ausstellungsgebäude diente das Kunstgewerbemuseum im 1. Gemeindebezirk, der seinerzeit von allen vier Besatzungsmächten gemeinsam verwaltet wurde.
Für die Wiener Schau wurde die Ausstellung von 130 Werken auf 163 Werke erweitert. Einige Werke, wie die Leihgaben der Museen aus Mannheim und Berlin, wurden nicht mehr gezeigt. Dafür kamen andere Leihgeber wie das Wallraf-Richartz-Museum in Köln und das Museum Folkwang in Essen neu hinzu. Auch die Wiener Galerie des 19. Jahrhunderts, die heutige Österreichische Galerie Belvedere, war als Leihgeber beteiligt und wurde ebenso wie die Museen in Köln und Essen im Katalog zur Ausstellung auch benannt. Die Liste der privaten Leihgeber und Galerien blieb unverändert. Das Verzeichnis der Werke war erneut zweisprachig – französisch und deutsch. Ebenfalls zweisprachig war das Vorwort von Eugène Susini, Leiter der Division des Affaires Culturelles und Direktor des örtlichen Institut français, der auf die in Wien vorangegangene Ausstellung des Salon d’Autonome erinnerte und auf die Qualität der Werke der „Meister der modernen französischen Malerei“ verwies. Die ebenfalls zweisprachige Einleitung von Jean Cassou war erneut eine Übernahme aus den vorangegangenen Katalogen. Als Titelbild des Kataloges diente wie zuvor beim Katalog der Düsseldorfer Station das Gemälde Berthe-la-sourde von Henri de Toulouse-Lautrec. In Wien sahen 25.000 Besucher die Ausstellung.
Letzte Station der Ausstellungstournee war vom 11. bis 25. März 1947 München in der amerikanischen Besatzungszone. Hier wurden die Werke unter dem Titel Moderne Französische Malerei im vom Krieg unzerstörten Haus der Kunst gezeigt. Der Autor Bruno E. Werner wies in einer Ausstellungsbesprechung auf diesen besonderen Ort hin: „In der Tat ist man betroffen, wenn man den Hauptsaal im Haus der Kunst betritt und nun statt der einstigen Riesenschinken – auf der Großen Deutschen Kunstausstellung 1937 hing dort zum Beispiel Adolf Zieglers Triptychon Die vier Elemente – vor dem Viergestirn Manet, Renoir, Degas, Cézanne und den Planeten Monet, Pissarro steht.“ Statt Werke der nationalsozialistischen Kunst, wie das Werk des genannten Adolf Ziegler, waren nun Werke von vormals verfemten Künstlern im großen Kunstmuseum zu sehen, das von den Nationalsozialisten erbaut wurde.
Die von der französischen Direction de l’Education Publique, Sous-Direction des Beaux-Arts organisierte Ausstellung stand unter der Schirmherrschaft des Brigadegenerals Walter J. Muller, US-amerikanischer Militärgouverneur von Bayern, des französischen Generalkonsuls in München Louis Jousset und des Bayerischen Ministerpräsidenten Hans Ehard statt. Zur Ausstellung erschien erneut ein eigener Katalog, dessen Vorwort von Jean Cassou abermals aus den vorangegangenen Stationen stammte. Neu war der Einführungstext München und das Französische, den der Kunsthistoriker Wilhelm Hausenstein verfasst hatte. Er erinnerte an die langen kulturellen Verbindungen zwischen Frankreich und Bayern und spannte dabei den Bogen vom Münchener Barockschloss Nymphenburg und dessen französischem Vorbild Versailles über die I. Internationale Ausstellung von 1869 im Münchner Glaspalast, wo unter anderem Werke des Franzosen Gustave Courbet zu sehen waren, bis zur Tschudi-Spende, mit der vor dem Ersten Weltkrieg bedeutende Werke der französischen Moderne in die Sammlung der Neuen Pinakothek gelangten. Eine große Gruppe von Werken diese Stiftung wurde als Erweiterung der Ausstellung im Haus der Kunst gezeigt, die ansonsten der Ausstellung in Wien entsprach. Der von der Bayerischen Staatskanzlei herausgegebene Katalog war nur in deutscher Sprache verfasst, das Verzeichnis der Werke hatte französische und deutsche Bildtitel. Auf einen Anhang mit Abbildungen wurde verzichtet, das Titelbild war erneut die Berthe-la-sourde von Henri de Toulouse Lautrec.
Auch in München gab es zahlreiche positive Kommentare zur Ausstellung. So schwärmte der Maler Werner Gilles nach dem Besuch der Schau von den „neuentdeckten Möglichkeiten der Farbe, Raumillusionen und Raumgefühle“. Bruno E. Werner fällte abschließend das Urteil, die Ausstellung sei „das bedeutendste Ereignis der bildenden Kunst“, das den Münchnern „seit Jahren zuteil wurde“. Von den 150.000 Menschen, die die Wanderausstellung insgesamt sahen, fielen allein 55.000 Besucher auf die Station in München.

## Liste der ausgestellten Werke
Zu jeder der Stationen der Ausstellung erschien ein eigener Katalog, in dem alle gezeigten Werke verzeichnet sind. Da es nur wenige Abbildungen in den Katalogen gibt oder teilweise ganz darauf verzichtet wurde, lassen sich die Werke nicht immer eindeutig identifizieren. Es fehlen zudem Hinweise zu Technik und Bildträger, teilweise sind keine Maßangaben der Werke vorhanden. Titelbezeichnungen wie Landschaft, Akt oder Stillleben vermitteln zudem nur eine vage Vorstellung vom Bildinhalt und können ebenso kaum zur eindeutigen Bestimmung der Werke beitragen.
Zu Beginn der Ausstellungstournee waren die Katalognummern entsprechend der Hängung der Werke in Baden-Baden vergeben. Diese Nummerierung wurde auch bei den Stationen in Berlin, Mainz und Düsseldorf beibehalten und findet sich in der Spalte B.-Kat.-Nr. der nachfolgenden Liste. Bei den Stationen in Wien und München zogen die Organisatoren eine alphabetischen Listung vor. Die Katalognummern aus Wien finden sich in der Spalte W.-Kat.-Nr. und die Münchner Katalognummern in der Spalte M.-Kat.-Nr. wieder. Neben den Künstlernamen sind die Titel wie in den Katalogen auf französisch und deutsch angegeben. Unter Verbleib ist – soweit bekannt – der heutige Besitzer aufgeführt.
| B.-Kat.-Nr. | W.-Kat.-Nr. | M.-Kat.-Nr. | Künstler                                 | Titel (fr/de)                                                                          | Format in cm               | Verbleib                                                                                            | Bild                            |
| ----------- | ----------- | ----------- | ---------------------------------------- | -------------------------------------------------------------------------------------- | -------------------------- | --------------------------------------------------------------------------------------------------- | ------------------------------- |
| 1           | 26          | 26          | Jules Cavaillès                          | Paysage Landschaft                                                                     | 63 × 24 cm                 | | Bild urheberrechtlich geschützt |
| 2           | 77          | 77          | Marie Laurencin                          | Jeunes filles Junges Mädchen                                                           | 40 × 32 cm                 | |                                 |
| 3           | 75          | 75          | Pierre Laprade                           | Les blés Kornfeld                                                                      | 71 × 73 cm                 | |                                 |
| 4           | 155         | 155         | Louis Valtat                             | Nu Akt                                                                                 | 45 × 69 cm                 | |                                 |
| 5           | 1           | 1           | Maurice Asselin                          | Fleurs Blumen                                                                          | 34 × 26 cm                 | |                                 |
| 6           | 78          | 78          | Henri Lebasque                           | Nu au collier Akt mit Halsband                                                         | 63 × 78 cm                 | |                                 |
| 7           | 34          | 34          | Luigi Corbellini                         | Portrait d’enfant Kinderbildnis                                                        | 39 × 26 cm                 | | Bild urheberrechtlich geschützt |
| 8           | 87          | 87          | Aristide Maillol                         | Études de nu Aktstudien                                                                | 36 × 22 cm                 | |                                 |
| 9           | 122         | 122         | André Planson                            | Paysage de neige Schneelandschaft                                                      | 37 × 45 cm                 | | Bild urheberrechtlich geschützt |
| 10          | 20          | 20          | Jean-Louis Boussingault                  | La jeune femme au chapeau de paille Eine junge Frau mit Strohhut                       | 71 × 58 cm                 | |                                 |
| 11          | 139         | 139         | Émile Sabouraud                          | Nu Akt                                                                                 | 45 × 54 cm                 | | Bild urheberrechtlich geschützt |
| 12          | 38          | 38          | Maurice Denis                            | Autoportrait Selbstbildnis                                                             | 32 × 29 cm                 | |                                 |
| 13          | 65          | 65          | Francis Gruber                           | Coin d’atelier Atelierecke                                                             | 90 × 72 cm                 | |                                 |
| 14          | 27          | 27          | Edmond Ceria                             | Nu couché Liegender Akt                                                                | 22 × 33 cm                 | | Bild urheberrechtlich geschützt |
| 15          | 163         | 163         | Henry de Waroquier                       | Le Château de Chaumont Schloß Chaumont                                                 | 64 × 98 cm                 | Musée Cantini, Marseille Dauerleihgabe des Musée National d’Art Moderne, Paris                      | Bild urheberrechtlich geschützt |
| 16          | 84          | 84          | Robert Lotiron                           | Vue de Paris Ansicht von Paris                                                         | 26 × 45 cm                 | | Bild urheberrechtlich geschützt |
| 17          | 66          | 66          | Armand Guillaumin                        | Le port de Bruse Hafen von Bruse                                                       | 59 × 80 cm                 | |                                 |
| 18          | 61          | 61          | Robert Grange                            | Nature morte au citron Stilleben mit Zitrone                                           | 31 × 45 cm                 | | Bild urheberrechtlich geschützt |
| 19          | 67          | 67          | Henri Héraut                             | Le petit prince Der kleine Prinz                                                       | 35 × 27 cm                 | | Bild urheberrechtlich geschützt |
| 20          | 123         | 123         | Alphonse Quizet                          | Le canal de la Villette Der Kanal von Villette                                         | 34 × 64 cm                 | | Bild urheberrechtlich geschützt |
| 21          | 48          | 48          | Georges d’Espagnat                       | Nu Akt                                                                                 | 100 × 65 cm                | |                                 |
| 22          | 146         | 146         | Jean Souverbie                           | Composition Komposition                                                                | 42 × 94 cm                 | | Bild urheberrechtlich geschützt |
| 23          | 161         | 161         | Édouard Vuillard                         | La chemise écossaise Das schottische Hemd                                              | 63 × 49 cm                 | Musée Calvet, Avignon Dauerleihgabe des Musée d’Orsay, Paris                                        |                                 |
| 24          | 25          | 25          | Maurice Brianchon                        | Etang du Bourdon à St. Fargeau Teich von Bourdon in St. Fargeau                        | 58 × 90 cm                 | | Bild urheberrechtlich geschützt |
| 25          | 24          | 24          | Yves Brayer                              | Le Palais de la Monnaie à Avignon Haus der Münze in Avignon                            | 63 × 45 cm                 | | Bild urheberrechtlich geschützt |
| 26          | 12          | 12          | Émile Bernard                            | Nature morte Stilleben                                                                 | 45 × 54 cm                 | |                                 |
| 27          | 39          | 39          | Maurice Denis                            | Le paradis Das Paradies                                                                | 48 × 74 cm                 | |                                 |
| 28          | 154         | 154         | Louis Valtat                             | Fleurs Blumen                                                                          | Öl auf Leinwand 61 × 46 cm | |                                 |
| 29          | 124         | 124         | Jean-François Raffaëlli                  | Le petit pont Die kleine Brücke                                                        | 48 × 63 cm                 | |                                 |
| 30          | ohne        | ohne        | Eugène Boudin                            | Marine Seestück                                                                        | 21 × 27 cm                 | |                                 |
| 31          | 97          | 97          | Maxime Maufra                            | La route d’Erdeven Straße nach Erdeven                                                 | 45 × 54 cm                 | |                                 |
| 32          | 103         | 103         | Adolphe Monticelli                       | Les Martigues                                                                          | 32 × 48 cm                 | |                                 |
| 33          | 135         | 135         | Ker-Xavier Roussel                       | Léda Leda                                                                              | 80 × 1,35 cm               | |                                 |
| 34          | ohne        | ohne        | Camille Pissarro                         | Le petit fabrique Die kleine Fabrik                                                    | 26 × 40 cm                 | Musée d’Art moderne et contemporain de Strasbourg, Straßburg                                        |                                 |
| 35          | 104         | 104         | Henry Moret                              | La rentrée des bateaux à Doélan Rückkehr der Boote nach Doélan                         | 53 × 64 cm                 | |                                 |
| 36          | 19          | 19          | Eugène Boudin                            | La falaise d’Aval à Etretat Klippen von Aval in Etretat                                | 40 × 55 cm                 | |                                 |
| 37          | 83          | 83          | Gustave Loiseau                          | La rue de Clignancourt à Paris Die Straße von Clignancourt in Paris                    | 64 × 52 cm                 | |                                 |
| 38          | 141         | 141         | Paul Signac                              | Antibes, le soir Abend in Antibes                                                      | 73 × 90 cm                 | Musée d’Art moderne et contemporain de Strasbourg, Straßburg                                        |                                 |
| 39          | ohne        | ohne        | Albert Lebourg                           | Vue de Dordrecht Ansicht von Dordrecht                                                 | 50 × 64 cm                 | Musée d’Art moderne et contemporain de Strasbourg, Straßburg                                        |                                 |
| 40          | 18          | 18          | Pierre Bonnard                           | La Tour Eiffel Der Eifelturm                                                           | 45 × 68 cm                 | |                                 |
| 41          | 159         | 159         | Édouard Vuillard                         | Le square Vintimille à Paris Square Vintimille in Paris                                | 64 × 54 cm                 | |                                 |
| 42          | 125         | 125         | Odilon Redon                             | Bouquet de fleurs Blumenstrauß                                                         | 45 × 51 cm                 | |                                 |
| 43          | 3           | 3           | André Bauchant                           | La mauvaise nouvelle Die schlechte Nachricht                                           | 63 × 81 cm                 | | Bild urheberrechtlich geschützt |
| 44          | 4           | 4           | André Bauchant                           | Les Asters Astern                                                                      | 45 × 54 cm                 | | Bild urheberrechtlich geschützt |
| 45          | 157         | 157         | Louis Vivin                              | Le château de Beauvoir à Olivet Schoß Beauvoir in Olivet                               | 45 × 54 cm                 | |                                 |
| 46          | 136         | 136         | Henri Rousseau                           | Les poteaux télégraphiques à Malakoff Telegraphenstangen in Malakoff                   | 45 × 54 cm                 | |                                 |
| 47          | 79          | 79          | Jules Lefranc                            | Paysage Landschaft                                                                     | 38 × 55 cm                 | | Bild urheberrechtlich geschützt |
| 48          | 158         | 158         | Louis Vivin                              | Scène cruelle Grausames Schauspiel                                                     | 46 × 61 cm                 | |                                 |
| 49          | 131         | 131         | René Rimbert                             | Nature morte Stilleben                                                                 | 60 × 73 cm                 | | Bild urheberrechtlich geschützt |
| 50          | 13          | 13          | Camille Bombois                          | Le canal Der Kanal                                                                     | 38 × 55 cm                 | | Bild urheberrechtlich geschützt |
| 51          | 14          | 14          | Camille Bombois                          | Portrait de jeune fille Mädchenbildnis                                                 | 33 × 51 cm                 | | Bild urheberrechtlich geschützt |
| 52          | 50          | 50          | Jean Ève                                 | La cathédrale de Mantes Die Kathedrale von Mantes                                      | 46 × 55 cm                 | | Bild urheberrechtlich geschützt |
| 53          | 69          | 69          | Henri Jannot                             | L’église Die Kirche                                                                    | 54 × 65 cm                 | | Bild urheberrechtlich geschützt |
| 54          | 28          | 28          | Paul Cézanne                             | Portrait de Mme Cézanne Bildnis von Frau Cézanne                                       | 26 × 31 cm                 | Privatsammlung                                                                                      |                                 |
| 55          | 120         | 120         | Camille Pissarro                         | La conversation du soir Abendunterhaltung                                              | 65 × 54 cm                 | Nationalmuseum für westliche Kunst, Tokio vormals Sammlung Matsukata                                |                                 |
| 56          | ohne        | ohne        | Alfred Sisley                            | La route de Marly Straße nach Marly                                                    | 50 × 65 cm                 | Kunsthalle Mannheim, Mannheim                                                                       |                                 |
| 57          | 102         | 102         | Claude Monet                             | Le jardin de Monet à Giverny Garten Monets in Giverny                                  | 83 × 92 cm                 | |                                 |
| 58          | 101         | 101         | Claude Monet                             | Effet de neige à Argenteuil Argenteuil im Schnee                                       | 55 × 65 cm                 | Nationalmuseum für westliche Kunst, Tokio vormals Sammlung Matsukata                                |                                 |
| 59          | ohne        | ohne        | Paul Cézanne                             | Le fumeur Der Raucher                                                                  | 94 × 73 cm                 | Kunsthalle Mannheim, Mannheim                                                                       |                                 |
| 60          | 143         | 143         | Alfred Sisley                            | Les coteaux de Veneux Hügel bei Veneux                                                 | 54 × 73 cm                 | Musée d’Art moderne et contemporain de Strasbourg, Straßburg Dauerleihgabe des Musée d’Orsay, Paris |                                 |
| 61          | ohne        | ohne        | Pierre-Auguste Renoir                    | Les maronniers fleuris Blühende Kastanienbäume                                         | 73 × 92 cm                 | Nationalgalerie, Berlin                                                                             |                                 |
| 62          | 121         | 121         | Camille Pissarro                         | Le Cours-la-Reine à Rouen Die „Cours-la-Reine“ in Rouen                                | 54 × 64 cm                 | |                                 |
| 63          | 106         | 106         | Berthe Morisot                           | Portrait de Paule Gobillart Bildnis von Paula Gobillart                                | 73 × 59 cm                 | |                                 |
| 64          | ohne        | ohne        | Pierre-Auguste Renoir                    | Portrait de jeune fille Bildnis eines jungen Mödchens                                  | 41 × 33 cm                 | Musée d’Art moderne et contemporain de Strasbourg, Straßburg                                        |                                 |
| 65          | 37          | 37          | Edgar Degas                              | Après le bain Nach dem Bade                                                            | 70 × 56 cm                 | |                                 |
| 66          | 29          | 29          | Paul Cézanne                             | La montagne Sainte-Victoire Der Berg Sainte-Victoire                                   | 31 × 47 cm                 | Musée d’Orsay, Paris vormals Sammlung Matsukata                                                     |                                 |
| 67          | 54          | 54          | Paul Gauguin                             | Vairumati (Tahiti)                                                                     | 73 × 92 cm                 | Musée d’Orsay, Paris vormals Sammlung Matsukata                                                     |                                 |
| 68          | ohne        | ohne        | Édouard Manet                            | Le bouquet de lilas blancs Weißer Fliederstrauß                                        | 56 × 44 cm                 | Nationalgalerie, Berlin                                                                             |                                 |
| 69          | 126         | 126         | Pierre-Auguste Renoir                    | Portrait de Berthe Morisot et de sa fille Bildnis von Berthe Morisot und ihrer Tochter | Ö81 × 65 cm                | Privatsammlung                                                                                      |                                 |
| 70          | 89          | 89          | Édouard Manet                            | La serveuse de bock à Reichshofen Bierkellnerin im Reichshofen                         | 77 × 65 cm                 | Musée d’Orsay, Paris vormals Sammlung Matsukata                                                     |                                 |
| 71          | 149         | 149         | Henri de Toulouse-Lautrec                | Berthe-la-sourde Die taube Berta                                                       | 75 × 58 cm                 | Musée d’Orsay, Paris vormals Sammlung Matsukata                                                     |                                 |
| 72          | 127         | 127         | Pierre-Auguste Renoir                    | Étude de nu Aktstudie                                                                  | 38 × 42 cm                 | |                                 |
| 73          | 59          | 59          | Vincent van Gogh                         | La chambre de l’artiste à Arles Zimmer van Goghs in Arles                              | 57 × 73 cm                 | Musée d’Orsay, Paris vormals Sammlung Matsukata                                                     |                                 |
| 74          | 53          | 53          | Paul Gauguin                             | Nature morte Stilleben                                                                 | 50 × 62 cm                 | Musée d’Orsay, Paris vormals Sammlung Matsukata                                                     |                                 |
| 75          | 105         | 105         | Berthe Morisot                           | Les enfants de Gabriel Thomas Die Kinder von Gabriel Thomas                            | 100 × 80 cm                | Musée d’Orsay, Paris                                                                                |                                 |
| 76          | 72          | 72          | Roger de La Fresnaye                     | Souvenir de Florence Erinnerung an Florenz                                             | 26 × 33 cm                 | |                                 |
| 77          | 111         | 111         | Pablo Picasso                            | Adolescence Jugend                                                                     | 59 × 46 cm                 | | Bild urheberrechtlich geschützt |
| 78          | 112         | 112         | Pablo Picasso                            | Tête de femme Frauenkopf                                                               | 38 × 30 cm                 | | Bild urheberrechtlich geschützt |
| 79          | 113         | 113         | Pablo Picasso                            | Femme agenouillée Kniende Frau                                                         | 34 × 25 cm                 | | Bild urheberrechtlich geschützt |
| 80          | 114         | 114         | Pablo Picasso                            | La joueuse de mandoline Mandolinenspielerin                                            | 130 × 89 cm                | | Bild urheberrechtlich geschützt |
| 81          | 115         | 115         | Pablo Picasso                            | Nature morte Stilleben                                                                 | 22 × 27 cm                 | | Bild urheberrechtlich geschützt |
| 82          | 116         | 116         | Pablo Picasso                            | Portrait de Guillaume Appolinare Bildnis Guillaume Appolinaires                        | 49 × 31 cm                 | | Bild urheberrechtlich geschützt |
| 83          | 117         | 117         | Pablo Picasso                            | Tête de femme Frauenkopf                                                               | 55 × 46 cm                 | | Bild urheberrechtlich geschützt |
| 84          | 76          | 76          | Marie Laurencin                          | La femme à l’éventail Frau mit Fächer                                                  | 81 × 65 cm                 | | Bild urheberrechtlich geschützt |
| 85          | 44          | 44          | Charles Dufresne                         | Dans la jungle Im Dschungel                                                            | 50 × 65 cm                 | |                                 |
| 86          | 21          | 21          | Georges Braque                           | Composition Komposition                                                                | 73 × 91 cm                 | | Bild urheberrechtlich geschützt |
| 87          | 73          | 73          | Roger de La Fresnaye                     | Paysage de Meulan Landschaft bei Meulan                                                | 60 × 73 cm                 | |                                 |
| 88          | 80          | 80          | Fernand Léger                            | Femme dans une cuisine Frau in der Küche                                               | 65 × 46 cm                 | | Bild urheberrechtlich geschützt |
| 89          | 156         | 156         | Jacques Villon                           | Étude d’expression: la figure pincée Ausdrucksstudie: Grimasse                         | 55 × 38 cm                 | | Bild urheberrechtlich geschützt |
| 90          | 62          | 62          | Juan Gris                                | Nature morte à la bouteille Stilleben mit Flasche                                      | 50 × 61 cm                 | |                                 |
| 91          | 82          | 82          | André Lhote                              | Le nègre Alassane Der Neger Alassane                                                   | 63 × 48 cm                 | | Bild urheberrechtlich geschützt |
| 92          | 108         | 108         | Jules Pascin                             | Étude de nu Aktstudie                                                                  | 30 × 25 cm                 | |                                 |
| 93          | 45          | 45          | Raoul Dufy                               | Terrasse de café Kaffeehausterrasse                                                    | 33 × 24 cm                 | |                                 |
| 94          | 57          | 57          | Édouard Goerg                            | Les fleuristes Blumenmädchen                                                           | 64 × 54 cm                 | |                                 |
| 95          | 99          | 99          | Amedeo Modigliani                        | Nu Akt                                                                                 | 100 × 64 cm                | Privatsammlung                                                                                      |                                 |
| 96          | 64          | 64          | Marcel Gromaire                          | Étude de nu Aktstudie                                                                  | 41 × 33 cm                 | | Bild urheberrechtlich geschützt |
| 97          | 134         | 134         | Georges Rouault                          | “Homo homini lupus” „Homo homini lupus“                                                | 64 × 46 cm                 | Musée National d’Art Moderne, Paris                                                                 | Bild urheberrechtlich geschützt |
| 98          | 91          | 91          | Albert Marquet                           | Été Sommer                                                                             | 65 × 80 cm                 | Musée de l’Abbaye Sainte-Croix, Les Sables-d’Olonne                                                 |                                 |
| 99          | 46          | 46          | Raoul Dufy                               | Le manoir du Vallon Landsitz in Vallon                                                 | 33 × 80 cm                 | Privatsammlung                                                                                      |                                 |
| 100         | 107         | 107         | Jules Pascin                             | Les dormeuses Schläferinnen                                                            | 72 × 95 cm                 | |                                 |
| 101         | 110         | 110         | Amédée Dubois de La Patellière           | Les deux jeunes filles sous la charmille Zwei junge Mädchen unter einem Baum           | 58 × 72 cm                 | |                                 |
| 102         | 145         | 145         | Chaim Soutine                            | L’enfant de choeur Chorknabe                                                           | 64 × 36 cm                 | Privatsammlung                                                                                      |                                 |
| 103         | 31          | 31          | Marc Chagall                             | Les fiancés Die Verlobten                                                              | 64 × 49 cm                 | | Bild urheberrechtlich geschützt |
| 104         | 152         | 152         | Maurice Utrillo                          | Le chateau de la Reine Blanche Schloß der Königin Blanche                              | 71 × 51 cm                 | | Bild urheberrechtlich geschützt |
| 105         | 74          | 74          | Roger de La Fresnaye                     | Mélancolie Melancholie                                                                 | 29 × 22 cm                 | |                                 |
| 106         | 153         | 153         | Suzanne Valadon                          | Bouquet de fleurs Blumenstrauß                                                         | 72 × 54 cm                 | |                                 |
| 107         | 47          | 47          | Max Ernst                                | „Ils sont restés trop longtemps dans la forêt“ „Sie sind zu lang im Wald geblieben“    | 46 × 55 cm                 | Saarlandmuseum, Saarbrücken                                                                         | Bild urheberrechtlich geschützt |
| 108         | 93          | 93          | André Masson                             | Corrida mythologique Mythologischer Stierkampf                                         | 89 × 84 cm                 | | Bild urheberrechtlich geschützt |
| 109         | 8           | 8           | André Beaudin                            | Le chat et l’oiseau vert Katze und grüner Vogel                                        | 46 × 61 cm                 | | Bild urheberrechtlich geschützt |
| 110         | 68          | 68          | Pierre Ino                               | Drame médiéval Mittelalterliches Drama                                                 | 41 × 32 cm                 | | Bild urheberrechtlich geschützt |
| 111         | 138         | 138         | Pierre Roy                               | La boîte de Pandore Büchse der Pandora                                                 | 41 × 32 cm                 | |                                 |
| 112         | 32          | 32          | Giorgio de Chirico                       | La tour Der Turm                                                                       | 122 × 52 cm                | Kunstsammlung Nordrhein-Westfalen, Düsseldorf                                                       | Bild urheberrechtlich geschützt |
| 113         | 36          | 36          | Salvador Dalí                            | La jeu lugubre Das unheimliche Spiel                                                   | 27 × 39 cm                 | Privatsammlung                                                                                      | Bild urheberrechtlich geschützt |
| 114         | 71          | 71          | Jean Lafon                               | La chute d’Icare Der Sturz des Ikarus                                                  | 41 × x32 cm                | | Bild urheberrechtlich geschützt |
| 115         | 41          | 41          | François Desnoyer                        | Nu couché Liegender Akt                                                                | 38 × 75 cm                 | | Bild urheberrechtlich geschützt |
| 116         | 90          | 90          | André Marchand                           | La forêt de Barbizon Der Wald von Barbizon                                             | 46 × 54 cm                 | | Bild urheberrechtlich geschützt |
| 117         | 85          | 85          | Jean Lurçat                              | Souvenir de Smyrne Erinnerung an Smyrna                                                | 46 × 73 cm                 | | Bild urheberrechtlich geschützt |
| 118         | 94          | 94          | Henri Matisse                            | Figure décorative sur fond fleuri Dekorative Figur vor geblümtem Hintergrund           | 128 × 96 cm                | Musée National d’Art Moderne, Paris                                                                 |                                 |
| 119         | 142         | 142         | Gustave Singier                          | Le matin Der Morgen                                                                    | 65 × 46 cm                 | | Bild urheberrechtlich geschützt |
| 120         | 7           | 7           | Jean René Bazaine                        | Verre et fleurs Glas und Blumen                                                        | 35 × 26 cm                 | | Bild urheberrechtlich geschützt |
| 121         | 49          | 49          | Maurice Estève                           | Nature morte Stilleben                                                                 | 38 × 46 cm                 | | Bild urheberrechtlich geschützt |
| 122         | 88          | 88          | Alfred Manessier                         | Le voile de Véronique Schweißtuch der Veronika                                         | 65 × 54 cm                 | | Bild urheberrechtlich geschützt |
| 123         | 118         | 118         | Édouard Pignon                           | Femme assise Sitzende Frau                                                             | 46 × 38 cm                 | | Bild urheberrechtlich geschützt |
| 124         | 137         | 137         | Gaston-Louis Roux                        | Femme au bras levé Frau mit erhobenem Arm                                              | 65 × 50 cm                 | | Bild urheberrechtlich geschützt |
| 125         | 56          | 56          | Léon Gischia                             | Nature morte Stilleben                                                                 | 54 × 65 cm                 | | Bild urheberrechtlich geschützt |
| 126         | 52          | 52          | André Fougeron                           | Nature morte à la carafe Stilleben mit Karaffe                                         | 55 × 38 cm                 | | Bild urheberrechtlich geschützt |
| 127         | 10          | 10          | Paul Berçot                              | Fenêtre sur la montagne Fensteraussicht aufs Gebirge                                   | 45 × 49 cm                 | | Bild urheberrechtlich geschützt |
| 128         | 70          | 70          | Eugène-Nestor de Kermadec                | Étude de nu Aktstudie                                                                  | 72 × 49 cm                 | | Bild urheberrechtlich geschützt |
| 129         | 2           | 2           | Jean Aujame                              | Nature morte Stilleben                                                                 | 54 × 65 cm                 | | Bild urheberrechtlich geschützt |
| 130         | 133         | 133         | Gabriel Robin                            | Paysage Landschaft                                                                     | 61 × 46 cm                 | | Bild urheberrechtlich geschützt |
| ohne        | 5           | 5           | André Bauchant                           | Fleurs Blumen                                                                          | unbekannt                  | | Bild urheberrechtlich geschützt |
| ohne        | 6           | 6           | André Bauchant                           | Paysage Landschaft                                                                     | unbekannt                  | | Bild urheberrechtlich geschützt |
| ohne        | 9           | 9           | Christian Bérard                         | Autoportrait Selbstbildnis                                                             | unbekannt                  | |                                 |
| ohne        | 11          | 11          | Bermann (möglicherweise Eugene Berman)   | Mer, Vent, Soleil Meer, Wind und Sonne                                                 | unbekannt                  | |                                 |
| ohne        | 15          | 15          | Pierre Bonnard                           | La Plage à Marée basse Strand zur Ebbe                                                 | unbekannt                  | |                                 |
| ohne        | 16          | 16          | Pierre Bonnard                           | Pivoines Pfingstrosen                                                                  | unbekannt                  | |                                 |
| ohne        | 17          | 17          | Pierre Bonnard                           | La fenêtre du Cannet Das Fenster in Le Cannet                                          | unbekannt                  | |                                 |
| ohne        | ohna        | 18a         | Pierre Bonnard                           | Femme au miroir Dame am Spiegel                                                        | unbekannt                  | |                                 |
| ohne        | 22          | 22          | Georges Braque                           | Mature morte Stilleben                                                                 | unbekannt                  | | Bild urheberrechtlich geschützt |
| ohne        | 23          | 23          | Georges Braque                           | Nature morte aux fruits Stilleben mit Früchten                                         | unbekannt                  | | Bild urheberrechtlich geschützt |
| ohne        | 30          | 30          | Paul Cézanne                             | Paysage Landschaft                                                                     | unbekannt                  | |                                 |
| ohne        | ohne        | 30a         | Paul Cézanne                             | La tranchée Der Bahndurchstich                                                         | 80,4 × 129,4 cm            | Neue Pinakothek, München                                                                            |                                 |
| ohne        | ohne        | 30b         | Paul Cézanne                             | Nature morte Stilleben                                                                 | 73,3 × 92,2 cm             | Neue Pinakothek, München                                                                            |                                 |
| ohne        | ohne        | 30c         | Paul Cézanne                             | Portrait du Peintre Selbstbildnis                                                      | 55,5 × 46,2 cm             | Neue Pinakothek, München                                                                            |                                 |
| ohne        | 33          | 33          | Giorgio de Chirico                       | Le Philosophe Der Philosoph                                                            | unbekannt                  | |                                 |
| ohne        | 35          | 35          | Lucien Coutaud                           | Le modèle Das Modell                                                                   | unbekannt                  | | Bild urheberrechtlich geschützt |
| ohne        | 40          | 40          | Maurice Denis                            | Sainte-Cathrine de Sienne Die heilige Katharina von Siena                              | unbekannt                  | |                                 |
| ohne        | ohne        | 40a         | Maurice Denis                            | Déese gaulois Gallische Herdenkönigin                                                  | 79,5 × 67,5 cm             | Neue Pinakothek, München                                                                            |                                 |
| ohne        | ohne        | 40b         | Maurice Denis                            | Étude d’un paysage Italien Umbrische Landschaftstudie                                  | 25,3 × 36,1 cm             | Neue Pinakothek, München                                                                            |                                 |
| ohne        | ohna        | 40c         | Maurice Denis                            | Étude d’un paysage Italien Italienische Landschaftsstudie                              | 18,3 × 41,2 cm             | Neue Pinakothek, München                                                                            |                                 |
| ohne        | 42          | 42          | François Desnoyer                        | Paysage Landschaft                                                                     | unbekannt                  | | Bild urheberrechtlich geschützt |
| ohne        | 43          | 43          | Jean-Jacques Deyrolle                    | Composition Komposition                                                                | unbekannt                  | | Bild urheberrechtlich geschützt |
| ohne        | 51          | 51          | Jean Fautrier                            | Nature morte Stilleben                                                                 | unbekannt                  | | Bild urheberrechtlich geschützt |
| ohne        | 55          | 55          | Paul Gauguin                             | Les Contres barbares Barbarische Erzählungen                                           | 50 × 62 cm                 | Museum Folkwang, Essen                                                                              |                                 |
| ohne        | ohne        | 55a         | Paul Gauguin                             | Tahiti Komposition von Tahiti                                                          | 96 × 131,1 cm              | Neue Pinakothek, München                                                                            |                                 |
| ohne        | ohne        | 55b         | Paul Gauguin                             | Martinique Landschaft aus Martinique                                                   | 90,2 × 116,1 cm            | Neue Pinakothek, München                                                                            |                                 |
| ohne        | ohne        | 55c         | Paul Gauguin                             | Paysanne de bretagne Bretonische Bäuerin                                               | 71,8 × 91,4 cm             | Neue Pinakothek, München                                                                            |                                 |
| ohne        | 58          | 58          | Vincent van Gogh                         | Le pont d’Arles Die Zugbrücke von Arles                                                | 57 × 73 cm                 | Wallraf-Richartz-Museum & Fondation Corboud, Köln                                                   |                                 |
| ohne        | 60          | 60          | Vincent van Gogh                         | Le fils Roulin Der junge Roulin                                                        | 65 × 54,1 cm               | Folkwang Museum, Essen                                                                              |                                 |
| ohne        | ohne        | 60a         | Vincent van Gogh                         | Tournesols Sonnenblumen                                                                | 92 × 73 cm                 | Neue Pinakothek, München                                                                            |                                 |
| ohne        | ohne        | 60b         | Vincent van Gogh                         | Vue sur Arles Blick auf Arles                                                          | 73,5 × 92,5 cm             | Neue Pinakothek, München                                                                            |                                 |
| ohne        | ohne        | 60c         | Vincent van Gogh                         | Paysage chez Auvers Landschaft bei Auvers                                              | 73,5 × 92 cm               | Neue Pinakothek, München                                                                            |                                 |
| ohne        | 63          | 63          | Juan Gris                                | Portrait d’homme Männliches Bildnis                                                    | unbekannt                  | |                                 |
| ohne        | 81          | 81          | Leonide (möglicherweise Léonide Bourges) | Les pêcheurs Die Fischer                                                               | unbekannt                  | |                                 |
| ohne        | 83          | 83          | Gustave Loiseau                          | La rue de Clingnancourt à Paris Die Straße von Clignancourt in Paris                   | unbekannt                  | |                                 |
| ohne        | 86          | 86          | Jean Lurçat                              | Composition Komposition                                                                | unbekannt                  | | Bild urheberrechtlich geschützt |
| ohne        | ohne        | 89a         | Édouard Manet                            | Déjeuner dans l’atelier Frühstück im Atelier                                           | 118,3 × 154 cm             | Neue Pinakothek, München                                                                            |                                 |
| ohne        | ohne        | 89b         | Édouard Manet                            | La barque Die Barke                                                                    | 82,7 × 105 cm              | Neue Pinakothek, München                                                                            |                                 |
| ohne        | 92          | 92          | Albert Marquet                           | Vue de Paris Blick auf Paris                                                           | unbekannt                  | |                                 |
| ohne        | 95          | 95          | Henri Matisse                            | Femme assise Sitzende Frau                                                             | unbekannt                  | |                                 |
| ohne        | 96          | 96          | Henri Matisse                            | La liseuse Die Lesende                                                                 | unbekannt                  | |                                 |
| ohne        | ohne        | 96a         | Henri Matisse                            | Nature morte Stilleben                                                                 | 93 × 115 cm                | Neue Pinakothek, München                                                                            |                                 |
| ohne        | 98          | 98          | Jean Metzinger                           | Composition Komposition                                                                | unbekannt                  | | Bild urheberrechtlich geschützt |
| ohne        | 100         | 100         | Amedeo Modigliani                        | Tête de femme Frauenkopf                                                               | unbekannt                  | |                                 |
| ohne        | ohne        | 101a        | Claude Monet                             | Pont de Seine chez Argenteuil Die Seine-Brücke bei Argenteuil                          | 60 × 81,3 cm               | Neue Pinakothek, München                                                                            |                                 |
| ohne        | 109         | 109         | Jules Pascin                             | Étude de nu Aktstudie                                                                  | unbekannt                  | |                                 |
| ohne        | 119         | 119         | Édouard Pignon                           | Andalouse Andalusierin                                                                 | unbekannt                  | | Bild urheberrechtlich geschützt |
| ohne        | ohne        | 121a        | Camille Pissarro                         | Rue de Faubourg Straße in der Vorstadt                                                 | unbekannt                  | |                                 |
| ohne        | 128         | 128         | Pierre-Auguste Renoir                    | Les epoux Sisley Das Ehepaar Sisley                                                    | 105 × 75 cm                | Wallraf-Richartz-Museum & Fondation Corboud, Köln                                                   |                                 |
| ohne        | 129         | 129         | Pierre-Auguste Renoir                    | Femme et fleurs Frau mit Blumen                                                        | unbekannt                  | |                                 |
| ohne        | 130         | 130         | Pierre-Auguste Renoir                    | Grand Baigneuse Die große Badende                                                      | unbekannt                  | |                                 |
| ohne        | ohne        | 130a        | Pierre-Auguste Renoir                    | Portrait d’une femme Damenbildnis                                                      | 60,5 × 40,4 cm             | Neue Pinakothek, München                                                                            |                                 |
| ohne        | ohne        | 130b        | Pierre-Auguste Renoir                    | Portrait de M. Bernard Porträt des Herrn Bernard                                       | 40,2 × 32 cm               | Neue Pinakothek, München                                                                            |                                 |
| ohne        | ohne        | 130c        | Pierre-Auguste Renoir                    | Paysage avec vie à Sacré-Coeur Landschaft mit Ausblick auf Sacré-Coeur                 | 32 × 41 cm                 | Neue Pinakothek, München                                                                            |                                 |
| ohne        | 132         | 132         | Gabriel Robin                            | Nature morte Stilleben                                                                 | unbekannt                  | | Bild urheberrechtlich geschützt |
| ohne        | 140         | 140         | Paul Sérusier                            | Rochers de Huelgoat Felsen bei Huelgoat                                                | unbekannt                  | |                                 |
| ohne        | ohne        | 141a–d      | Paul Signac                              | Étude à la Seine Studie an der Seine                                                   | 26,8 × 34,9 cm             | Neue Pinakothek, München                                                                            |                                 |
| ohne        | ohne        | 141a–d      | Paul Signac                              | Étude à la Seine Studie an der Seine                                                   | 27 × 34,7 cm               | Neue Pinakothek, München                                                                            |                                 |
| ohne        | ohne        | 141a–d      | Paul Signac                              | Étude à la Seine Studie an der Seine                                                   | 26,9 × 34,8 cm             | Neue Pinakothek, München                                                                            |                                 |
| ohne        | ohne        | 141a–d      | Paul Signac                              | Étude à la Seine Studie an der Seine                                                   | 26,9 × 34,7 cm             | Neue Pinakothek, München                                                                            |                                 |
| ohne        | 144         | 144         | Alfred Sisley                            | Paysage Landschaft                                                                     | unbekannt                  | |                                 |
| ohne        | 147         | 147         | Francis Tailleux                         | Le chat dans les fleurs Die Katze in den Blumen                                        | unbekannt                  | | Bild urheberrechtlich geschützt |
| ohne        | 148         | 148         | Louis Touchagues                         | Portrait de Mme B. Bildnis der Madame B.                                               | unbekannt                  | | Bild urheberrechtlich geschützt |
| ohne        | ohne        | 149a        | Henri de Toulouse-Lautrec                | Portrait d’un femme Weibliches Bildnis (In der Loge)                                   | 63 × 48 cm                 | Neue Pinakothek, München                                                                            |                                 |
| ohne        | ohne        | 149b        | Henri de Toulouse-Lautrec                | Portrait d’un homme Männliches Bildnis                                                 | 80,3 × 62,1 cm             | Neue Pinakothek, München                                                                            |                                 |
| ohne        | 150         | 150         | Maurice Utrillo                          | La cabaret de „Lapin agile“ Die Kneipe zum „Lapin agile“                               | unbekannt                  | | Bild urheberrechtlich geschützt |
| ohne        | 151         | 151         | Maurice Utrillo                          | Vue de Paris Ansicht von Paris                                                         | unbekannt                  | | Bild urheberrechtlich geschützt |
| ohne        | 160         | 160         | Édouard Vuillard                         | Paysage Landschaft                                                                     | unbekannt                  | |                                 |
| ohne        | 162         | 162         | Édouard Vuillard                         | Intérieur Innenraum                                                                    | unbekannt                  | |                                 |
| ohne        | ohne        | 162a        | Édouard Vuillard                         | Intérieur avec femme Intérieur mit Frau                                                | 29,5 × 27 cm               | Neue Pinakothek, München                                                                            |                                 |
| ohne        | ohne        | 162b        | Édouard Vuillard                         | Salle-à-manger Speisezimmer                                                            | 52,5 × 72,7 cm             | Neue Pinakothek, München                                                                            |                                 |

## Ausstellungskataloge
- La peinture française moderne: de l’Impressionismus à nos jours / Moderne Französische Malerei: vom Impressionismus bis zur Gegenwart. Gouvernement Militaire de la Zone Française d’Occupation, Direction de l’Ecucation publique, Beaux-Arts, Edition Woldemar Klein, Baden-Baden 1946.
- La peinture française moderne / Moderne Französische Malerei. Groupe Française du Conseil de Controle, Division „Education et Affaires Culurells“, Berlin 1946.
- La peinture française moderne: de l’Impressionismus à nos jours / Moderne Französische Malerei: vom Impressionismus bis zur Gegenwart. Gouvernement Militaire de la Zone Française d’Occupation, Direction de l’Ecucation publique, Beaux-Arts, Edition Woldemar Klein, Mainz 1946.
- La peinture française moderne: de l’Impressionismus à nos jours. Gouvernement Militaire de la Zone Française d’Occupation, Direction de l’Ecucation publique, Beaux-Arts, Düsseldorf 1947.
- Classiques de la peinture française moderne / Meister der modernen französischen Malerei. Haut Commissariat de la République Française en Autriche, Division des Affaires Culturelles, Wien 1947.
- Moderne Französische Malerei. Bayerische Staatskanzlei, Süddeutscher Verlag, München 1947.